# Pycnonotus somaliensis
El bulbul somalí (Pycnonotus somaliensis) es una especie de ave paseriforme de la familia Pycnonotidae propia del Cuerno de África. Anteriormente se consideraba una subespecie del bulbul naranjero.

## Distribución
Se encuentra de Yibuti al noroeste de Somalia y sureste de Etiopía.